# Amblystegium enerve
Amblystegium enerve là một loài rêu trong họ Amblystegiaceae. Loài này được Schimp. mô tả khoa học đầu tiên năm 1853.